# Medicina deportiva (House M. D.)
Medicina deportiva (en inglés: Sports Medicine) es el duodécimo episodio de la primera temporada de la serie estadounidense House M. D.. Fue estrenado el 22 de febrero de 2005 en Estados Unidos y el 28 de febrero de 2006 en España.
Un jugador de béisbol ex-drogadicto se fractura un brazo mientras filma un comercial de beneficencia y tiene que lanzar una bola. Todo indica que él consume esteroides pero su esposa insiste en defenderlo. Por otro lado House consigue excelentes entradas para un espectáculo pero su panorama se desmorona cuando su amigo Wilson le dice que tiene otro compromiso en una junta oncológica. House invita a Cameron a ver el show.

## Sinopsis

### Caso principal
Un famoso jugador de béisbol, Hank Wiggen, cocainómano recuperado, se fractura el húmero mientras filma una publicidad contra la adicción a las drogas, en la que tiene que lanzar una bola.
El caso es enviado al Dr. Wilson para examinar en su condición de oncólogo, la eventual existencia de cáncer y es inmediatamente tomado por House cuando se entera de que se trata de Hank Wiggen. Wiggen padece osteopenia, extrema delgadez de los huesos, una afección fuera de lo común en personas jóvenes.
Los síntomas del paciente son problemas en los riñones, pérdida de peso y pérdida de masa ósea. La Dra. Cameron sostiene categóricamente que debe ser cáncer y que hay que repetir los análisis. El Dr. Foreman se inclina por consumo de esteroides, teniendo en cuenta su pasado de adicto a las drogas. House prefiere la hipótesis de Foreman y manda hacer un análisis de orina. Wiggens se niega pero Chase lo toma del catéter, aunque da negativo. Ahora Foreman se suma a Cameron en la hipótesis del cáncer, pero House insiste en que deben ser esteroides, debido a la generalización de las maniobras de los médicos deportólogos para esconderlos. House recurre entonces a "algo" que no puede ser escondido: un examen de los testículos, que aparecen encogidos ("tus labios dicen no, tus pasas dicen sí"), mostrando un hipogonadismo característico del consumo de esteroides. Receta lupron.
Pero la esposa de Wiggens, Lola, se muestra muy molesta con el diagnóstico. Poco después el paciente tiene problemas respiratorios, un efecto del medicamento suministrado cuando no se han consumido esteroides. 
House se muestra sorprendido: "pudimos encontrar el único atleta profesional de la galaxia que no usa esteroides". Cameron apunta a una insuficiencia en la producción de testosterona, Foreman a una causa ambiental, como arsénico o mercurio y Chase piensa que podría ser la enfermedad de Addison, una falla de las glándulas suprarrenales, que se cura -paradójicamente- con esteroides. A House le "gusta" la hipótesis de Chase, pero Foreman señala que no explica la falla renal. House insiste en explicar la falla renal con los esteroides, sospechando que si los hubiera utilizado en el pasado, entonces los riñones se verían afectados.
House se enfrenta con la esposa de Wiggens utilizando un argumento lógico:

Esposa: Si Hank dice que nunca usó esteroides, ¡esa es la verdad!
House: ¡Qué mal! Porque nuestra teoría es que el daño renal lo causó "A" y todo lo demás lo causó "B". La belleza de esta teoría es que podemos tratar "A" y "B". Pero si volvemos a incluir los síntomas de los riñones en la mezcla, entonces tenemos que buscar otra letra, una que aparentemente no está en el alfabeto.

Wiggens reconoce entonces que cinco años atrás su agente le dio una sustancia que le hizo ganar masa muscular. House está seguro entonces que es Addison y le pide a Cuddy, la directora del hospital, que solicite un riñón para realizar un trasplante. Pero Cuddy lo rechaza porque el análisis no confirmó que padecía Addison, algo habitual en ese estudio. La esposa ofrece entonces uno de sus riñones; resulta que es compatible, pero se encuentra embarazada, y eso lo impide. Lola está dispuesta a abortar, pero Wiggens no quiere.
Poco después Wiggens sufre una severa taquicardia, dejando sin base tanto la hipótesis del Addison como la de los esteroides. Más tarde sufre otro ataque, esta vez de bradicardia, disminuyéndole los latidos. House está desorientado. El ritmo cardíaco continúa irregular, tiene alto el potasio y alucina que su coach le da unas pastillas.
House va a ver al coach que padece una afección cardíaca para la que toma digital, una droga muy conocida extraída de la planta del mismo nombre. House deduce que Wiggens intentó suicidarse con las pastillas de su coach para que Lola no abortara, y vuelve a la hipótesis del Addison y del trasplante. Pero Wiggens le vuelca su orina manchándolo y amenaza no fallar en su próximo intento, si se intenta el aborto. 
House nota poco después que Lola no percibió el olor de la orina (anosmia). Reunido con su equipo en un bar, descarta Addison por el nuevo síntoma. Chase -que ha consumido drogas de adolescente- se da cuenta de que los síntomas coinciden con envenenamiento con cadmio, afectando a ambos, y deduce rápidamente el origen: marihuana, sembrada en tierra contaminada con cadmio. Sin embargo en su informe final, House escribe que Wiggens fue curado de la enfermedad de Addison, con el fin de ocultar su verdadera afección e impedir que la liga vuelva a suspenderlo ("todo el mundo hace cosas estúpidas; no debiera costarles todo lo que quieren en la vida").

#### Bases científicas
El cadmio es un metal pesado extremadamente tóxico y contaminante. 
 La contaminación con cadmio derivado de su uso industrial, ha generado una preocupación creciente por parte de las autoridades de salud pública. Su principal uso es en las baterías de níquel cadmio. En 2002, Europa prohibió su utilización en productos eléctricos y electrónicos a partir del 1 de julio de 2006. El cuerpo humano absorbe más el cadmio por los pulmones que por el sistema digestivo, debido a lo cual fumar sustancias que contengan ese metal es uno de los medios significativos de envenenamiento.
Entre los principales efectos del envenenamiento por cadmio se encuentran el daño en los riñones y el debilitamiento de los huesos, debido a una pérdida de calcio a través de la orina, haciéndose más blandos (osteomalacia) y menos densos (osteoporosis), lo que suele causar fracturas.
También desde mediados del siglo XX, se ha determinado que el cadmio suele producir anosmia (pérdida de olfato) entre los trabajadores de la industria de baterías.
La relación entre el cadmio y la marihuana ha sido objeto de varios estudios científicos, determinándose que se trata de una de las plantas con mayor capacidad de adaptación para crecer en suelos contaminados con cadmio, así como con una alta capacidad de absorción del metal, sobre todo en sus hojas. Estos estudios están generalmente vinculados al desarrollo de técnicas de descontaminación de los suelos mediante el uso de plantas (fitorremediación).

### Atención clínica de rutina
House detesta la atención clínica de rutina porque lo aburre la ausencia de problemas médicos complejos. En este capítulo se está yendo a su casa antes de finalizar su horario de trabajo a las 5 de la tarde, y Cuddy le asigna uno de los pacientes que se encuentran en la sala de espera. House entonces va resolviendo las dolencias en pocos segundos, en la misma sala, siguiendo los síntomas y los datos que le ofrece la apariencia de los pacientes.

### Relaciones entre los personajes
La serie muestra que Foreman pasó la noche con una mujer y que llega tarde al hospital, justificando su tardanza en una avería del auto. House, fiel a su regla de "todos mienten", le dice que no le cree y detecta una "mentira espontánea". Finalmente descubrirá que se acuesta con la visitadora médica.
Foreman y Chase discuten sobre House. Chase dice que le agrada porque "dice y hace lo que quiere". Foreman le replica que "solo habla con la gente a la que puede molestar".
Por otro lado House consigue dos pases de privilegio ("pases al mismísmo paraíso"), por las que pagó mil dólares, para que él y su amigo Wilson ingresen a la zona de pruebas del mayor evento de monster truck de la historia de Nueva Jersey, el viernes a la noche. Pero su entusiasmo se desmorona cuando Wilson le dice que esa noche tiene que realizar una exposición en una importante conferencia sobre oncología. House invita a Cameron, quien se muestra sorprendida y pregunta si es una cita; también le dice que afortunadamente puede ir porque se suspendió la conferencia sobre oncología. Wilson -que es casado- le confiesa que va a verse con Stacey, una abogada constitucionalista amiga que hace mucho que no ve.

## Diagnóstico
Envenenamiento con cadmio por medio del consumo de marihuana sembrada en tierra contaminada con ese metal.